# BRICS-Gipfel 2023
Der BRICS-Gipfel 2023 war der fünfzehnte jährlich stattfindende BRICS-Gipfel, eine Konferenz für internationale Beziehungen, an der die Staats- und Regierungschefs der fünf Mitgliedsstaaten teilnehmen: Brasilien, Russland, Indien, China und Südafrika. Der südafrikanische Präsident Cyril Ramaphosa hatte dazu die Staats- und Regierungschefs von 69 Ländern zu dem Gipfel eingeladen. Darunter alle afrikanischen Länder und weitere Staaten des Globalen Südens wie Bangladesch, Bolivien, Indonesien und Iran.

## XV. BRICS-Gipfel (August 2023)

### Erklärung von Johannesburg II
Die BRICS-Gipfelstaaten verabschiedeten am 23. August 2023 in 94 Artikeln die „Erklärung von Johannesburg II“, in der die interne Entwicklung der BRICS-Gemeinschaft unter das Dach einer strategischen „Partnerschaft für gegenseitig beschleunigtes Wachstum, nachhaltige Entwicklung und inklusiven Multilateralismus“ gestellt wird. Erstmalig wird in einer BRICS-Erklärung der Aspekt einer sicherheitspolitischen Zusammenarbeit aufgeworfen.
Schwerpunkt der ökonomischen Entwicklung sei der Ausbau aller Elemente der Infrastruktur in und zwischen den Teilnehmerländern sowie die Beseitigung aller Handelshemmnisse. Besonderes Augenmerk werde dabei auf die finanzpolitische Zusammenarbeit gelegt, wobei die Neue Entwicklungsbank der BRICS (NDB – New Development Bank) eine Schlüsselrolle spielen werde.
Die Erklärung artikuliert ausdrücklich „Besorgnis über das zunehmende Ausmaß und die zunehmende Komplexität des kriminellen Missbrauchs der Informations- und Kommunikationstechnologien (IKT)“ und bekundet die Bereitschaft der BRICS zur aktiven Mitarbeit bei der Lösung dieser Aufgabe im Rahmen der Vereinten Nationen.
Der nachfolgende BRICS-Gipfel fand 2024 in der Stadt Kasan (Republik Tatarstan, Russische Föderation) statt.

### BRICS-Erweiterung
In Johannesburg wurden sechs Länder als Vollmitglieder in die BRICS-Gruppe eingeladen: Äthiopien, Ägypten, Argentinien, der Iran, Saudi-Arabien und die Vereinigten Arabischen Emirate. Die Vollmitgliedschaft sollte Anfang 2024 in Kraft treten. Außer Argentinien agieren diese Staaten vorrangig als Rohöl- und Gas-Produzenten im Nahen und Mittleren Osten.

### Teilnehmende Führungskräfte
- Luiz Inácio Lula da Silva, Präsident
- Sergei Lawrow, Außenminister
- Wladimir Putin, Präsident (nur per Videokonferenz)
- Narendra Modi, Premierminister
- Xi Jinping, Präsident
- Cyril Ramaphosa, Präsident (Gastgeber)

### Haftbefehl gegen Wladimir Putin
Im März 2023 erließ der Internationale Strafgerichtshof (IStGH) einen Haftbefehl gegen Wladimir Putin wegen Kriegsverbrechen während der russischen Invasion in der Ukraine. Südafrika ist als IStGH-Unterzeichner verpflichtet, den Haftbefehl zu erfüllen.
Im Mai 2023 wurde die südafrikanische Regierung unter der Führung des Afrikanischen Nationalkongresses (ANC) gebildet. Dies bietet Gewährung diplomatischer Immunität für alle eingeladenen Führer. Es war unklar, ob dies Putin vor einer Verhaftung im Falle seiner Teilnahme bewahren würde. Nach Angaben des Ministeriums für internationale Beziehungen und Zusammenarbeit ist es in Südafrika üblich, den Teilnehmern internationaler Konferenzen, die im Land stattfinden, Immunität zu gewähren. Daraufhin leitete die oppositionelle Demokratische Allianz rechtliche Schritte ein, um eine Verhaftung zu erzwingen.
Mitte Juli 2023 kündigte Wladimir Putin an, dass er Außenminister Sergei Lawrow entsenden werde.

## Außerordentlicher BRICS-Gipfel (November 2023)
Auf Initiative des Vorsitzes Südafrika der Organisation BRICS fand am 21. November 2023 ein „Außerordentlicher BRICS-Gipfel“ zum palästinensisch-israelischen Konflikt statt.
Per Videokonferenz nahmen der (einladende) Präsident der Republik Südafrika, Matamela Cyril Ramaphosa, der Präsident der Föderativen Republik Brasilien, Luiz Inácio Lula da Silva, der Präsident der Volksrepublik China, Xi Jinping, der Präsident der Russischen Föderation, Wladimir Putin, und der Außenminister der Republik Indien, Subrahmanyam Jaishankar, teil.
Die ab Januar 2024 zum BRICS-Beitritt eingeladenen Staaten wurden auf dem Gipfel durch den Präsidenten der Arabischen Republik Ägypten, Abdel Fattah As-Sisi, den Präsidenten der Islamischen Republik Iran, Ebrahim Raisi, den Kronprinzen des Königreichs Saudi-Arabien, Mohammed bin Salman, den Präsidenten der Vereinigten Arabischen Emirate, Muhammad bin Zayid Al Nahyan, den Premierminister der Demokratischen Bundesrepublik Äthiopien, Abiy Ahmed, und den Minister für auswärtige Angelegenheiten, internationalen Handel und Kultus der Argentinischen Republik, Santiago Andres Cafiero, vertreten.
Der südafrikanische Vorsitz veröffentlichte eine „Zusammenfassung“ über den Verlauf und die Ergebnisse der Videokonferenz. Die teilnehmenden Länder publizierten die Redebeiträge der Staats- und Regierungschefs und Vertreter, z. B. China und Russland.